# Lokomotiva 404.0
Lokomotiva řady 404.0 byla čtyřspřežní ozubnicová parní lokomotiva provozovaná na ozubnicové trati z Tanvaldu do Kořenova. V roce 1901 byly vyrobeny celkem tři kusy.

## Vznik a vývoj
Pro ozubnicovou dráhu Tannwald–Grünthal (dnes Tanvald – Kořenov) dodala v roce 1901 lokomotivka ve Floridsdorfu tři lokomotivy systému Abt. Lokomotivy obdržely čísla 21G až 23G a jména DESSENDORF, IGNAZ GINZKEY a POLAUN. Po převzetí provozu státem v roce 1902 byly lokomotivy u kkStB přeznačeny na 69.50–52 a v roce 1905 znovu na 169.50–52.
Po první světové válce přešly lokomotivy k ČSD, které je přeznačily na řadu 404.0. Za druhé světové války byly Německými říšskými drahami označeny 97 601-603.
Lokomotivy zůstaly v provozu na své domovské trati až do začátku 60. let 20. století. Poté byly nahrazeny ozubnicovými motorovými lokomotivami řady T 426.0, které dodala rakouská firma Simmering-Graz-Pauker (SGP).
Lokomotiva 404.001 byla v roce 1960 změněna na vytápěcí kotel K119, 404.002 byla v roce 1961 vyřazena a 404.003 dosloužila v roce 1965 při rekonstrukci tratě. V roce 1977 byla v České Lípě opravena do vystavovatelného stavu a předána Národnímu technickému muzeu.

## Konstrukce
Konstrukce lokomotiv byla prakticky shodná s řadou 403.5. Největší odchylkou bylo nahrazení zadního podvozku Adamsovým běhounem bez vratných pružin s posuvem ±42 mm, což bylo umožněno použitím menších zásob vody a uhlí. Příčný posuv byl umožněn dále jen u prvního spřaženého dvojkolí, a to ±10 mm. Vlaková brzda byla sací, jak bylo v rakouské části monarchie zvykem.
Od roku 1911 byly na lokomotivách zkoušeny turbínové ventilátory, které měly snížit enormní zatížení lokomotivního personálu kouřem při jízdě dlouhými tunely. Turbína nasávala vzduch pod lokomotivou, ten se filtroval přes vápennou lázeň a foukal do prostoru budky. Pravděpodobně byl účinek této ventilace nedostatečný, proto se od něj upustilo. Účinnějším (též pro cestující) se ukázalo používání vysoce jakostního černého uhlí s nízkým množstvím popele.

## Zachované stroje
- 404.003 – neprovozní, v majetku Národního technického muzea